# Jägarmagasin

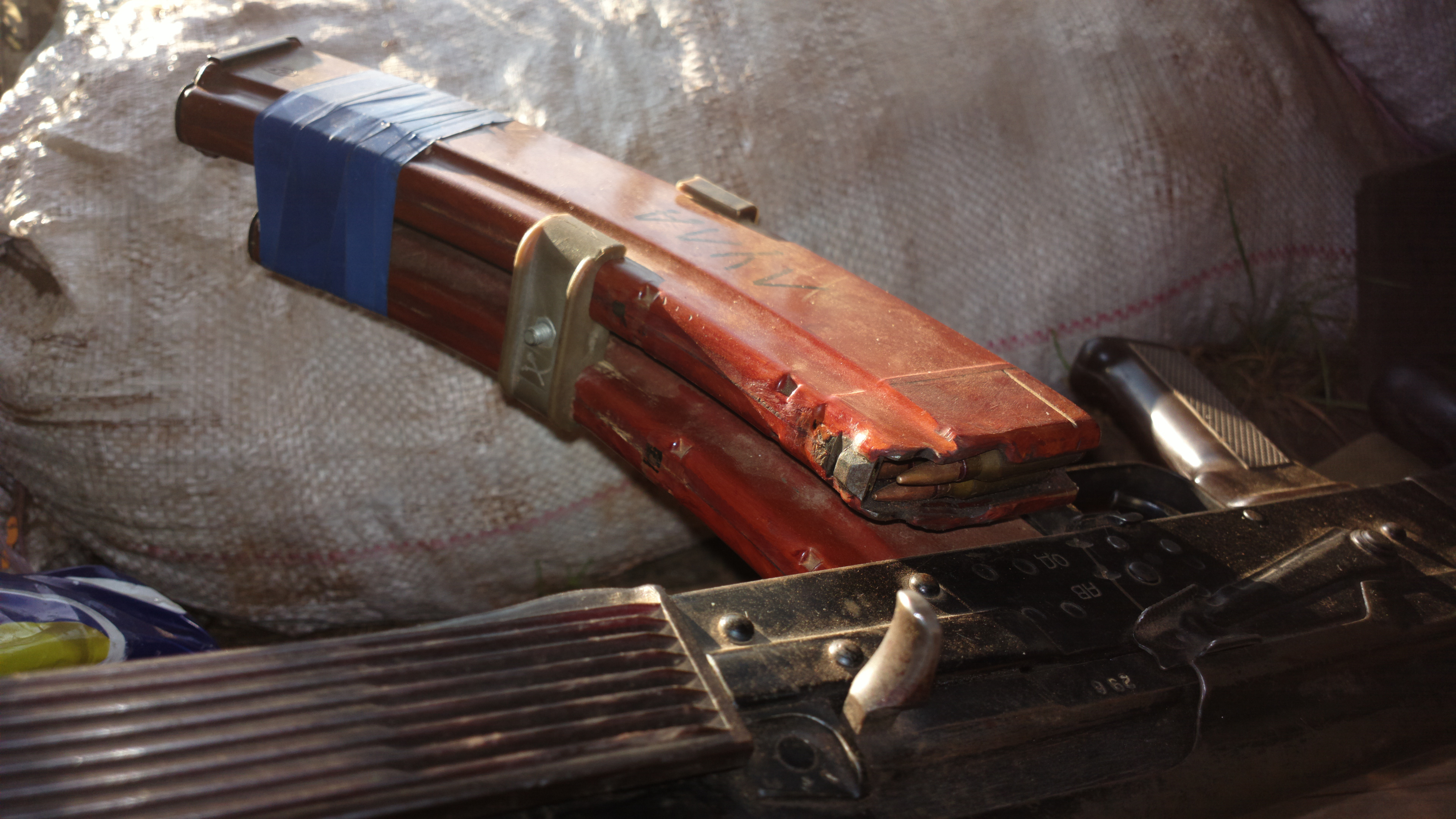
Jägarmagasin med magasinskoppling och tejp i en RPK-74.

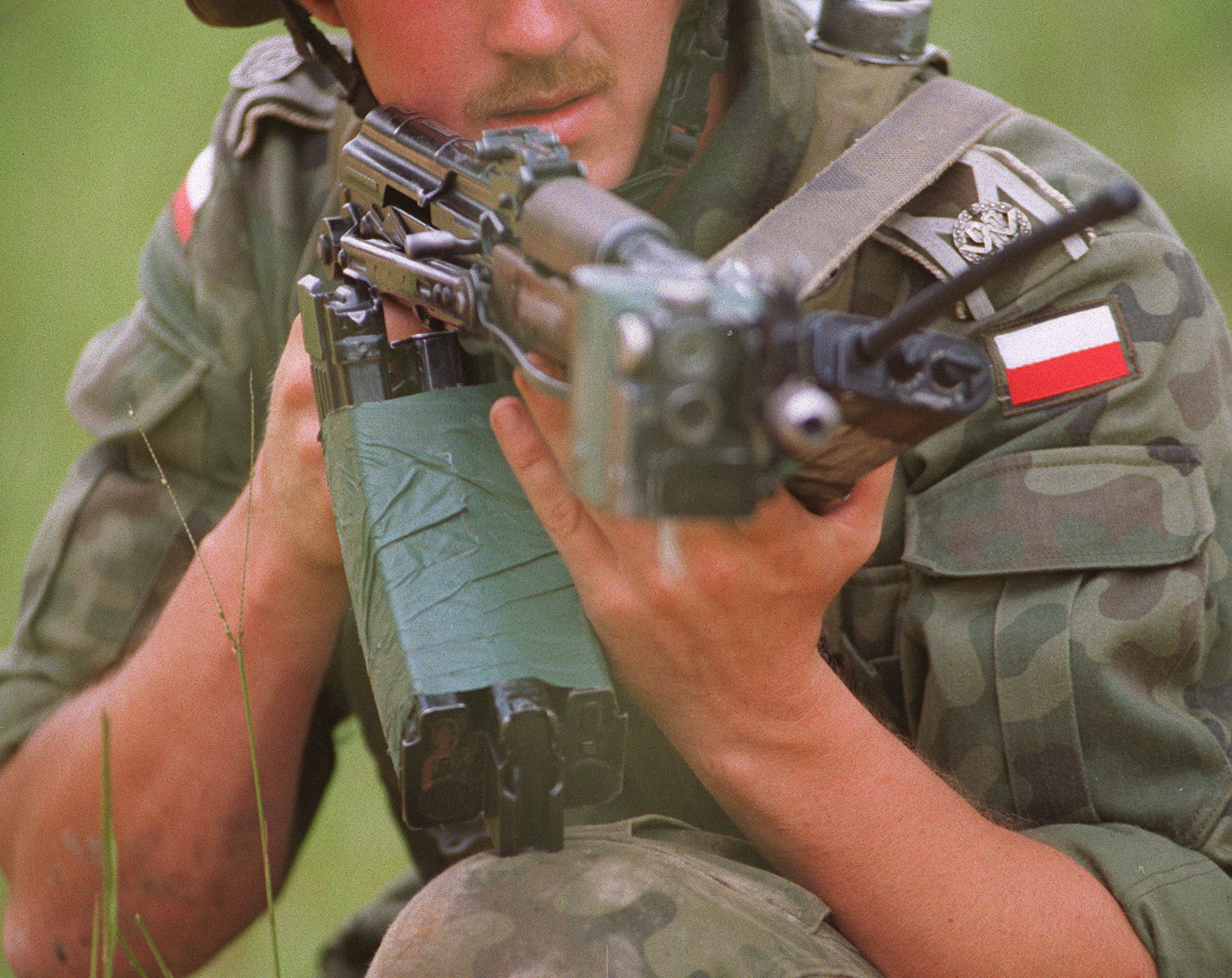
Soldat med egentejpat jägarmagasin. Mellersta magasin sitter inverterat för att hålla matarläpparna fria.

Jägarmagasin eller kopplade magasin är benämningen på två eller fler stavmagasin som kopplats samman. Namnet härrör från diverse jägarförband som historiskt har bundit ihop stavmagasin för att snabbt kunna skifta till ett fullt magasin när ammunitionen i det första skjutits upp. 
Antingen kopplas magasinen med öppningarna åt vardera hållet vilket bättre bibehåller vapnets balans då hävstångseffekten i sidled blir mindre, eller sida vid sida vilket minskar risken både för inträngande smuts och att magasinsläpparna skadas vilket kan leda till eldavbrott - särskilt i liggande eldställning - varför svenska arméns reglemente påbjuder det sistnämnda. Oavsett vilket måste tillräckligt utrymme lämnas för att magasinet som används når hela vägen in i magasinsbrunnen, annars kan magasinet bokstavligen ramla ur. 
De första jägarmagasinen improviserades av soldater i fält. Magasin förenades med vad som fanns till hands, eltejp och cykelslang var populära och pålitliga material. Runt 1970 började tillsatser för sammansättning av magasin, så kallade magasinkopplingar eller magasinklämma, att fabrikstillverkas, och sedan 1990-talet har flera tillverkare utvecklat magasin med inbyggda fästen för koppling.

## Typexempel

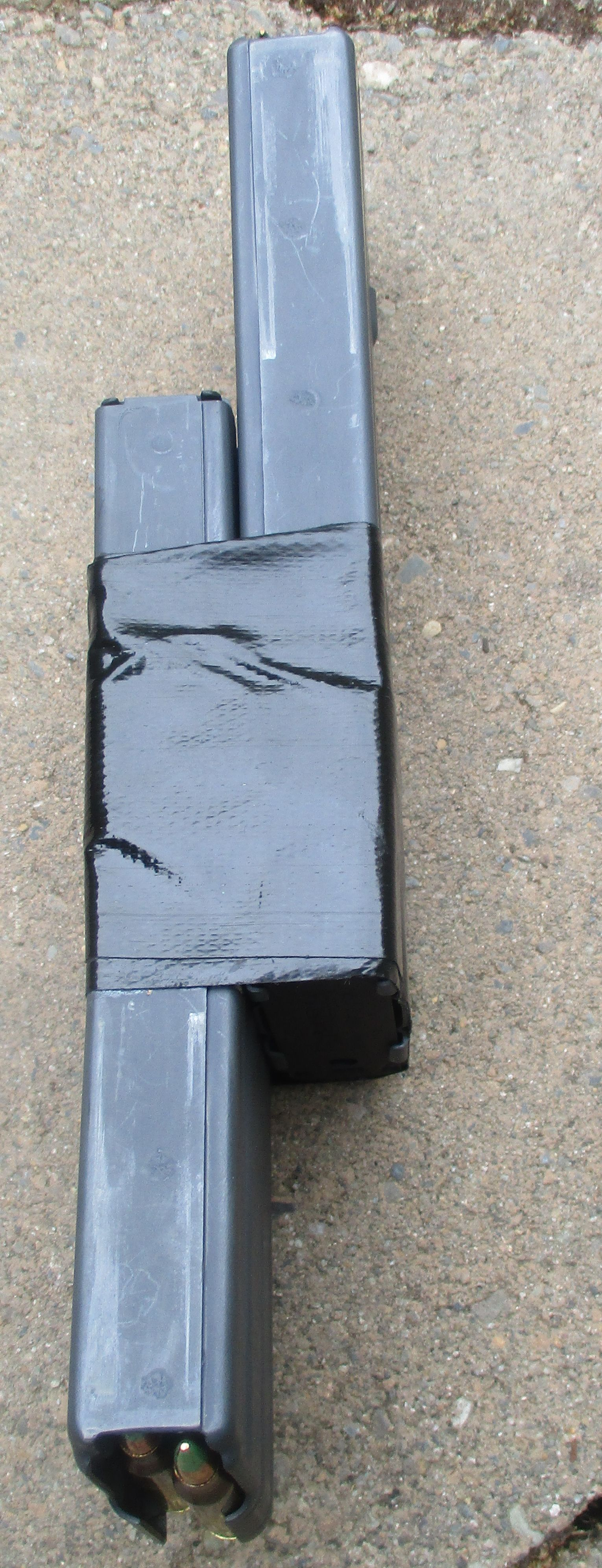
Tejpade magasin (improviserad magasinkoppling).
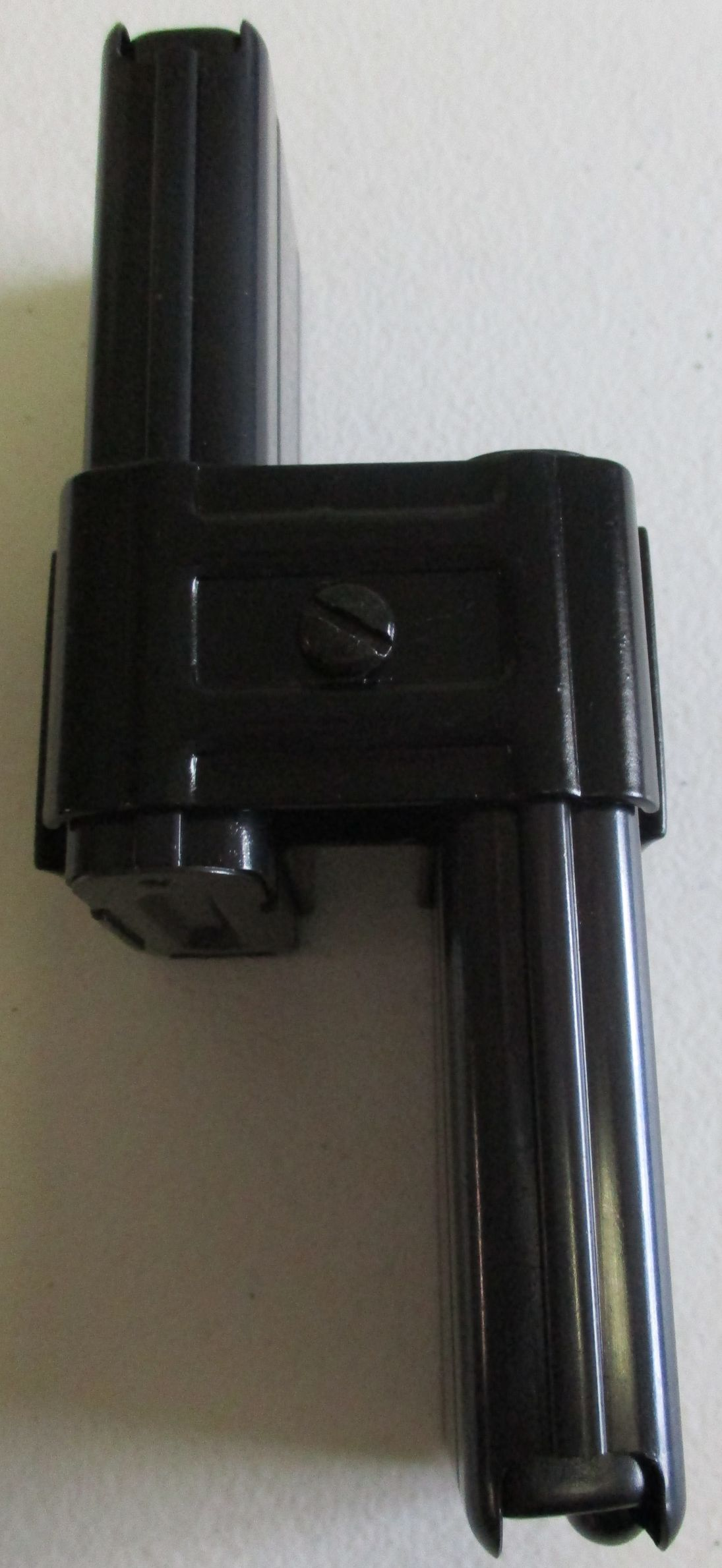
Kopplade magasin med ordentlig magasinkoppling (klämma).
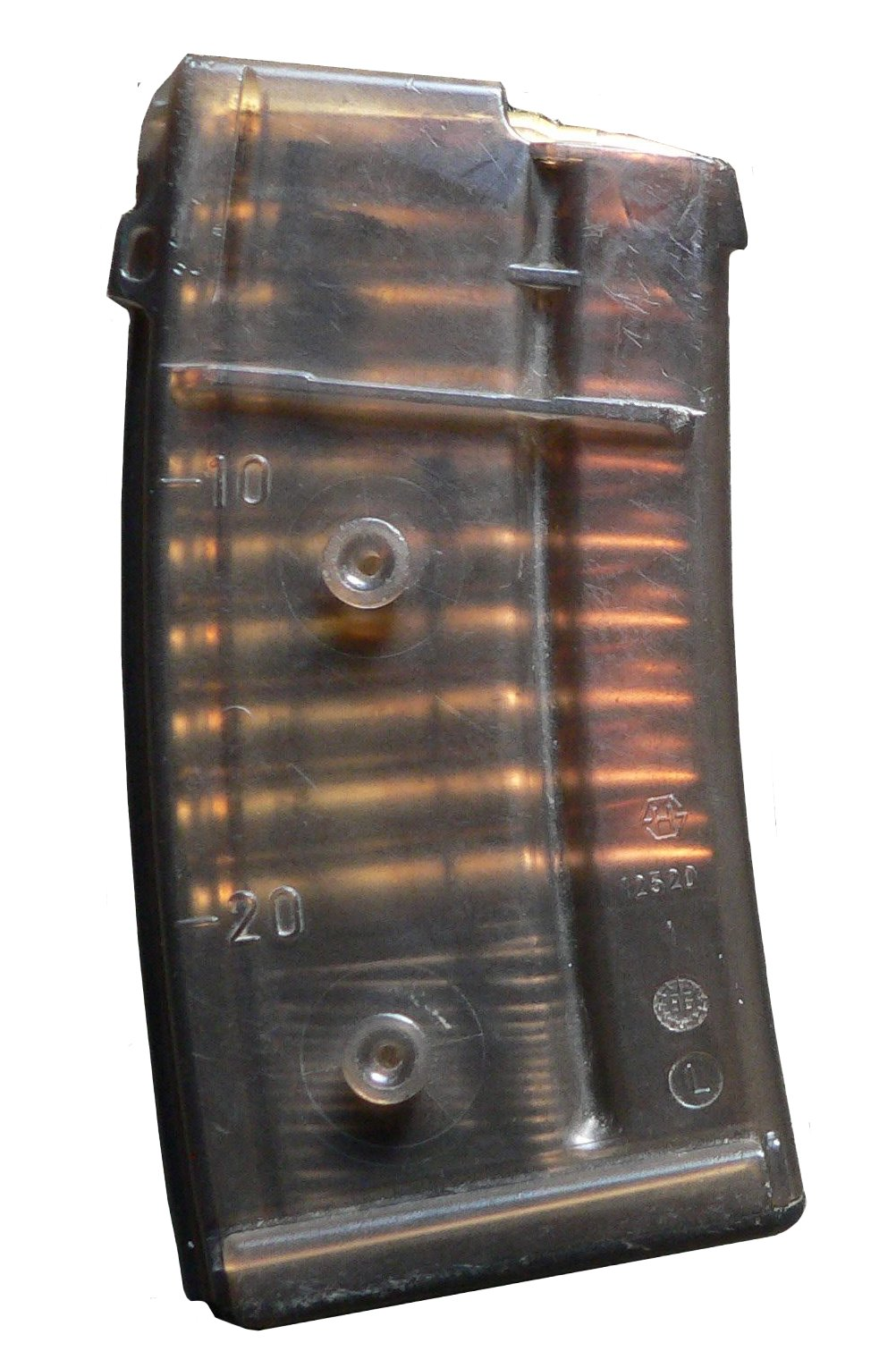
SIG 551 magasin med inbyggd magasinkoppling (kopplingsknoppar).
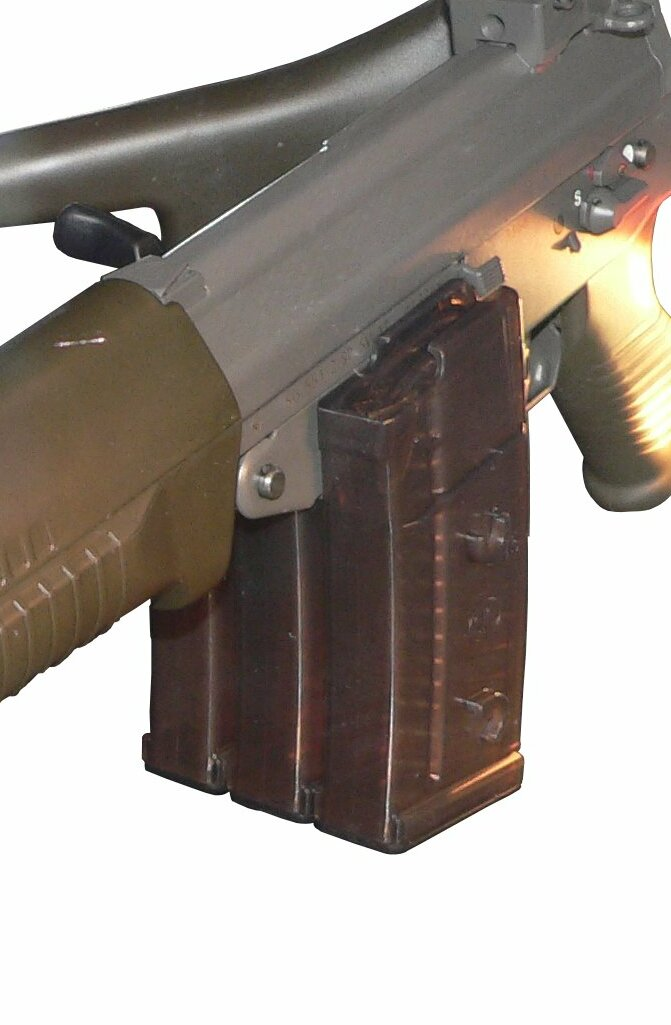
SIG 551 med kopplade magasin (inbyggda kopplingsknoppar).

## Bilder

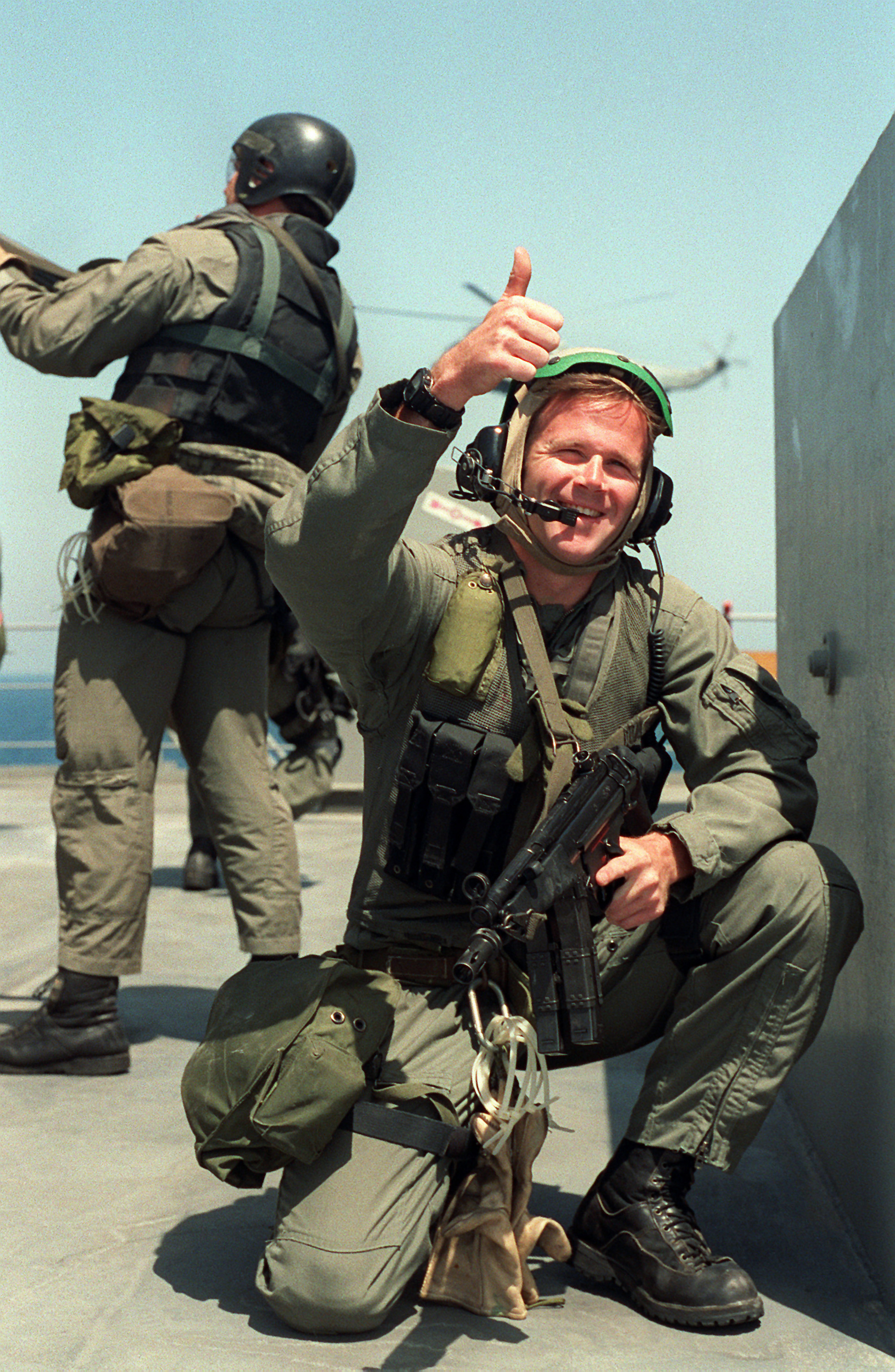
Amerikansk Navy SEAL-soldat beväpnad med en MP5 kpist med kopplade magasin. Notera mellanrummet mellan magasinen, vilket förskjuter tyngdpunkten i sida.